# Dikobraz srstnatonosý
Dikobraz srstnatonosý, též dikobraz běloocasý (Hystrix indica) je dikobraz běžný v jihovýchodní a Střední Asii, vyskytuje se také na Blízkém východě. Mezi všemi dikobrazy je to druh s nejsevernějším rozšířením.

## Synonyma
- Hystrix hirsutirostris Sykes, 1831
- Hystrix leucura Brandt, 1835

## Popis
- hmotnost: 11–18 kg
- délka těla: 70–90 cm
- délka ocasu: 8–10 cm

Dikobraz srstnatonosý je velký hlodavec se zavalitým tělem a silnými končetinami opatřenými dlouhými drápy. Srst na břiše, hlavě a končetinách je tvořena hrubými chlupy tmavě hnědé barvy, na temeni hlavy je delší a tvoří „hřívu“. Chlupy vyrůstající na krku, hřbetě a ocasu jsou přeměněné v typické černo-bílé ostny různé délky.
Nejdelší ostny vyrůstají na krku a ramenou a mohou být až 30 cm dlouhé. Mezi dlouhými úzkými ostny se skrývá další řada kratších, ale za to silnějších bodlin, na ocase jsou pak obecně ostny kratší a téměř bílé. Některé z těchto ocasních ostnů jsou navíc duté a při třesení vydávají chřestivý zvuk.

## Rozšíření a stanoviště
Dikobraz srstnatonosý je velice přizpůsobivé zvíře, vyskytuje se prakticky v celé jihozápadní a Střední Asii v pásu od Bangladéše přes Indii a Nepál až po Blízký východ, jeho areál zahrnuje mimo jiné Izrael, Turecko i Saúdskou Arábii. Mezi dikobrazy má nejsevernější rozšíření, je běžný v Kazachstánu, Arménii i Ázerbájdžánu. Vyskytuje se též v Himálaji a to až do výšky 2400 m n. m.
Dávají přednost kamenitým stráním a úbočím kopců, nicméně to není podmínkou a dikobrazi žijí také v travnatých a křovinatých biotopech nebo v lesích.

## Biologie
Dikobraz srstnatonosý je zvíře s noční aktivitou, přes den spí ve vyhrabaných norách, ve škvírách pod kameny nebo v jeskyních. Živí se výhradně rostlinami, pojídá hlízy, kůru stromů i listy, mladé výhonky, ovoce i semena. Také okusuje kosti, aby tak získal stopové prvky.
Je monogamní, březost trvá asi 240 dní. Novorozená mláďata jsou dobře vyvinutá, mají otevřené oči a jejich těla jsou už krytá krátkými měkkými bodlinami, které časem ztvrdnou. Obvykle přicházejí na svět 2–4 mláďata. Dikobraz se dožívá v průměru 10 let, ale je zaznamenán i jedinec, který se dožil 22 let.
V případě ohrožení se dikobraz naježí a začne výhrůžně chrastit ostny. V případě, že to nepřítele neodežene, pokusí se jej nabodnout na ostny, které se při zapíchnutí do kůže snadno uvolňují. Dikobraz tak dokáže způsobit těžká zranění nebo dokonce zabít i tygra nebo levharta.

## Význam pro člověka
Ve své domovině je zemědělským škůdcem, zvláště rád požírá cukrovou třtinu, kukuřici a různé druhy zeleniny. V některých oblastech Indie a Střední Asie je příležitostně loven pro maso, které se konzumuje jako bushmeat.

## Chov v zoo
Dikobraz srstnatonosý je nejčastěji chovaným dikobrazem. V Evropě jej chová asi 220 veřejných institucí. Nejvíce přitom v Německu (takřka 90). V Česku ho proto můžeme nalézt v řadě zoologických zahrad.
Ze zoo v Unii českých a slovenských zoo se jedná o:
- Zoo Chleby[2]
- Zoopark Chomutov
- Zoo Jihlava
- Zoo Olomouc
- Zoo Ostrava
- Zoo Plzeň
- Zoo Praha
- Zoo Ústí nad Labem

Ve všech zmíněných zoo s výjimkou Zoo Jihlava byla v roce 2017 odchována mláďata.
Na Slovensku jsou chováni ve třech velkých zoologických zahradách, které jsou členy Unie českých a slovenských zoologických zahrad (Zoo Bojnice, Zoo Bratislava, Zoo Spišská Nová Ves), i několika dalších zařízeních.

### Chov v Zoo Praha
První příslušníci tohoto druhu přišli do Zoo Praha v roce 1942 a pocházeli z Nizozemska. Další dikobrazi se objevovali průběžně a také se začala rodit mláďata (celkem několik desítek). Jedním z pražských rodáků byl i samec Ferdinand, který se proslavil tím, že se stal nejstarším dikobrazem na světě. V srpnu 2011 oslavil třicáté narozeniny. Zemřel v květnu následujícího roku.
Každoročně se daří odchovávat mláďata. Ke konci roku 2017 bylo chováno 5 zvířat tohoto druhu včetně dvou mláďat toho roku narozených. V průběhu roku 2018 se narodila čtyři mláďata. Ke konci roku 2018 bylo chováno devět jedinců. Další mláďata se narodila v březnu 2019, jedno přišlo na svět také v červenci 2019. Dvě mláďata byla zaznamenána v březnu 2020.
Expozice tohoto druhu dikobraza se původně nacházela v dolní části zoo před pavilonem Sečuán, roku 2023 ale byla zrušena, a posléze přesunuta do prostoru vedle pavilonu velkých želv.